# Psihologie
Psihologia (din limba greacă: ψυχή psyché = suflet +  λόγος logos = știință) este știința comportamentului uman. Astfel, psihologia este studiul funcțiilor și proceselor mentale, a experiențelor interioare și subiective - precum gândurile, emoțiile, conștiința, motivarea, percepția și personalitatea.
Psihologii adoptă diverse modalități în practica lor.
De exemplu, psihologia experimentală folosește metode științifice exacte în a studia cauzele și relațiile reciproce ale proceselor psihice, cum sunt, de exemplu, percepția, învățarea, memoria, motivația, sentimentele, personalitatea, comportamentul social și dezvoltarea psihologică de-a lungul vieții. Psihologia aplicata se ocupa cu formularea unor programe bazate pe aceste studii, pentru a fi aplicate eficient in sfera socială sau tehnică. Psihologia clinică este una dintre disciplinele psihologiei aplicate.
De la înființarea primului laborator experimental de psihologie de către Wilhelm Wundt în 1879 la Universitatea din Lipsca (Leipzig), psihologia s-a separat treptat de filozofie, din care provenea, pentru a deveni o specialitate de sine stătătoare cu o serie de direcții și sub specialități, care dispun doar în parte de un limbaj comun.
Printre activitățile psihice, se pot distinge:
- Funcțiunile psihice: rezultatul activităților minții.
- Conținutul psihic sau de conștiință: elementul care, într-un moment determinat, face obiectul unei funcțiuni psihice.
- Mecanismele psihice: procesele ce descriu cauzele specifice a activităților minții (uneori considerate inconștiente).
- Sferele sau straturile psihice: un ansamblu de funcțiuni și mecanisme comune psihice comune (de ex.: sfera afectivă, sfera cognitivă etc.).
- Tipul psihologic: ansamblul caracteristicilor individuale (intelectuale si afective), care pot fi schematizate într-un mod abstract (personalitatea).

## Abordări ale psihologiei
- Abordarea cognitivă
- abordarea behavioristă cunoscută și ca Abordarea Comportamentală
- Abordarea psihodinamică
- Abordarea umanistă și-a extins influența in anii 1970 și 1980 initial în contrast cu abordarea psihodinamică și cea behavioristă. Investigatiile cu această abordare se concentrează asupra exprientelor omului ca intreg (a sinelui), în special cele sociale, asumand capacitatea sinelui de a avea liber-arbitru in decizii, și intenția naturală de a face bine sinelui și celor din jur. Aplicația acestei abordari este inspirată din teorii si investigații subiective, dar uneori și din studii experimentale stiințifice (ca cele din psihologia socială).

## Discipline psihologice de bază
- Psihologia dezvoltării
- Psihologia învățării, memoriei și cunoașterii
- Psihologia emoției
- Biopsihologia
- Psihologia socială
- Psihologia personalității
- Psihologia persoanei
- Metodologie și statistică psihologică
- Psihofiziologie, Psihoimunoendocrinologie
- Neuropsihologie

## Discipline psihologice specializate
- Psiholingvistica, Lingvistica cognitivă
- Psihologia introspectivă
- Psihologia cogniției sociale
- Economia compartamentală
- Interacțiunea om-computer, Ergonomie
- Psihologia artei, Psihologia muzicii
- Psihologia surziei

## Psihologia aplicată
- Psihologie clinică, Psihoterapie, Psihopatologie, Psihodiagnoză
- Psihologia sănătății
- Psihologie judiciară, Psihologie medico-legală, Psihologie criminalistică
- Psihologia educației Psihopedagogie
- Psiholingvistică
- Psihologie economică (Psihologia publicității, consumatorului etc.)
- Psihologie organizațională (Psihologie managerială, psihologia muncii, comportament organizațional etc.)
- Psihologia transporturilor
- Psihologie diplomatică Psihologia aplicată în domeniul securității naționale
- Psihologia sportului
- Psihologia matematicii
- Socionică

## Pagini din istoria psihologiei
Din antichitate și până la sfârșitul secolului al 19-lea psihologia a fost considerată parte componentă a filozofiei. Primele referiri le găsim la Aristotel în lucrarea "Despre suflet" (gr. Peri psychês). Teofrast definește 30 de caractere omenești, ceea ce reprezintă prima încercare de tipologie a persoanelor. Termenul psihologie este folosit totuși abia către sfârșitul evului mediu de către Philipp Melanchton în lucrarea lui Kommentar über die Seele (1540, Considerații asupra sufletului). Empirismul englez al secolului al 17-lea reducea funcțiile psihice la fenomene previzibile cu legi proprii. În teoria mecanicistă a lui Thomas Hobbes "sufletul" nu-și găsea niciun loc. Într-o lucrare din 1704, Leibnitz menționează pentru prima dată existența unor procese subconștiente.
Adevărat părinte al psihologiei este considerat Johannes Nikolaus Tetens, care în lucrarea sa Philosophische Versuche über die menschliche Natur und ihre Entwicklung (1777) (Considerații filozofice asupra naturii umane și dezvoltării sale) face o descriere amănunțită a funcțiilor și proceselor psihice cu valabilitate până în timpurile noastre.
Începând cu secolul al 19-lea psihologia a început să se contureze ca disciplină de sine stătătoare. În același timp s-au dezvoltat diverse curente și diferite orientări, în funcție de concepțiile respectivilor psihologi. Ca în orice ramură a științei care s-a desprins din filozofie, probleme pur filozofice asupra naturii spiritului n-au încetat să fie dezbătute, ducând chiar la apariția unei filozofii a spiritului sau psihologii filozofice.
Psihologia experimentală, fondată pe lucrările lui Wilhelm Wundt și William James, își îndreaptă în special atenția asupra problemelor generale cum sunt comportamentul și dispoziția, incluzând și stările patologice, importante pentru psihologia clinică. Wilhelm Wundt a înființat primul laborator de psihologie experimentală la Leipzig în 1879. În 1893 este înființat primul laborator psihologic la Iași, în 1906 la București și în 1921 la Cluj .
Școala fenomenologică cu Wilhelm Dilthey, Franz Brentano și Karl Jaspers consideră procesele psihice ca fenomene indivizibile, în timp ce behaviorismul, bazat în mare parte pe lucrările lui Ivan Petrovici Pavlov, privește comportamentul uman ca manifestare condiționată, o asociație de stimuli cu răspunsuri specifice. Behaviorismul i-a avut printre reprezentanți pe John Broadus Watson, Edward Lee Thorndike și Burrhus Frederic Skinner. Acesta are la origine cuvântul din limba engleză ”behavior”, dezvoltându-se ca reacție la curentul introspecționist. Fondatorul curentului, John Watson, considera conștiința drept o invenție pură a filosofilor, susținând că singura realitate psihologică autentică este comportamentul. Behaviorismul a luat denumirea de psihologie obiectivă. Acesta considera că între stimul și răspuns există o relație directă, de tipul S-R, în care acțiunea stimulului determină necondiționat o anumită reacție. Stimulii și răspunsurile erau observabile și controlabile, astfel încât cunoașterea psihologică devenea obiectivă și științifică. Această orientare a devenit cunoscută în psihologia americană drept neobehaviorism, depășind schema simplistă stimul-răspuns și valorificând noile fapte ale experienței și ale cunoașterii științifice .
Asociaționismul, reprezentat de Alexander Bain, Hippolyte Taine și Wilhelm Wundt, susține primatul părții asupra întregului, astfel încât viața psihică este o simplă sumă de senzații, iar percepțiile, reprezentările și gândirea se formează pe baza legilor asociației (coincidența în timp și spațiu a unor senzații) .
În psihologia germană un loc deosebit îl ocupă Psihologia configuraționistă (Gestaltpsychologie), ai cărei reprezentanți (Max Wertheimer, Wolfgang Köhler, Kurt Koffka, Karl Dunker) susține primatul întregului asupra părții. Psihicul nu este un conglomerat de procese în sine, ci un ansamblu organizat la niveluri diferite de complexitate, primul nivel fiind percepția, iar gândirea este un nivel superior. Caracterul organizat al psihicului este înnăscut, iar structurile sunt     date .
Introspecționismul, reprezentat de William James, Narziß Ach și Theodor Lipps,  consideră că obiectul psihologiei este conștiința, definită drept o lume internă, închisă, fără legătură cu lumea externă sau cu reacțiile comportamentale, ce poate fi investigată numai prin metoda introspecției
Încă de la sfârșitul secolului al 19-lea, Sigmund Freud folosește ca metodă terapeutică Psihanaliza și inaugurează Psihologia abisală. Alți reprezentanți cunoscuți ai psihanalizei au fost Carl Gustav Jung și Alfred Adler. Psihanaliza a fost o reacție la introspecționism. Sigmund Freud a formulat ideea caracterului dual antagonic al structurilor psihice: conștient-inconștient. Obiectul de studiu al psihanalizei este inconștientul, în centrul acestuia aflându-se instinctul    erotico-sexual. Varianta adusă la zi este numită neopsihanaliză .
Psihologia acțiunii și a conduitei, reprezintă două variante ale principiului dependenței conținuturilor proceselor psihice interne de acțiunile externe, directe, ale omului cu realitatea concretă. Obiectul de studiu al acestei teorii se extinde de la studiul funcțiilor și proceselor psihice izolate la acțiunile complexe orientate spre scop (conduita).Unii dintre susținătorii importanți ai acestei teorii au fost Pierre Janet, Henri Wallon și Aleksei Nikolaevich Leontiev .
Psihologia umanistă, apărută ca reacție împotriva behaviorismului și psihanalizei, are rădăcini în Existențialism și pune accentul pe experiența individuală, încercând să explice esența ființei umane prin investigații calitative (Abraham Maslow).
Psihologia contemporană a fost marcată de revoluția metodologică produsă în 1947-1948 de teoria generală a sistemelor și de cibernetică. Realitatea este abordată din punct de vedere integrativ-sistematic și informațional. Psihologia contemporană este știința despre realitatea psihocomportamentală ca unitate contradictorie și dinamică a laturii subiective interne (percepții, reprezentări, gândire etc) și a laturii externe (reacții, acțiuni, activități) .
La începutul anului 1960 Anthony Sutich și Abraham Maslow pun bazele celei de a patra forțe din punct de vedere istoric în psihologie, numită Psihologia Transpersonală (celelalte patru forțe: behaviorismul, psihanaliza, psihologia umanistă, psihologia transpersonală) . Studiul aprofundat al experiențelor de vârf (peak experiences) i-a determinat pe Sutich și Maslow să realizeze existența unei noi dimensiuni în cercetarea psihologică. In 1968, el scrie în lucrarea „Toward a Psychology of Being” (Spre o psihologie a ființei): „Consider că psihologia umanistă, cea de-a treia forță, este una tranzițională, o pregătire pentru o alta, transpersonală, trans-umană”.
Folosirea termenului:

- in 1553 este utilizat de Rudolf Goelenius intr-o lucrare morala;
- in 1732 si 1734 apare in lucrarile lui Christian Wolff "Psihologia empirica" si Psihologia rationalista" scrise in limba latina.

Problematica psihologiei o reprezinta cunoasterea de sine si cunoasterea altuia, cu scopul de a asigura eficienta activitatii si adaptarea la conditiile sociale si de mediu.
Experienta psihologica este intalnita in mituri, legende, proverbe; ea reprezinta o psihologie nesistematizata care filtrata, este prezentata in multe genuri de literatura culta si filme.
Cunoscatorii psihicului erau inconjurati de mister si admiratie:
- samanii - medicii si psihologi, conducatori de triburi;
- Pitia - prezicatoare in fraze enigmatice a viitorului, preoteasa zeului Apollo;
- Vrajitoarele din Evul mediu.

## Psihologia generală
Acțiunea coordonată a funcțiilor psihice în procesul învățării precum și în controlul activităților face obiectul psihologiei generale. Sub acest aspect o deosebită semnificație are analiza structurală a cunoașterii, în special structura matematică a proceselor de cunoaștere, așa cum o găsim în formulările fizicii teoretice. Avem astfel de a face cu structura statistică a categoriilor de evenimente similare.

## Procese psihice și mentale
Procesele necesare punerii în joc a percepției, gândirii, planificării, dorințelor și luării de decizii sunt evenimente conștiente. Acest proces de auto-observație este denumit introspecție. Evenimentele trăite se fixează în memorie, de unde pot fi din nou aduse în conștiință. Această activitate este denumită retrospecție. În felul acesta omul are posibilitatea cunoașterii propriilor sale acte și poate, nu numai să-și controleze comportamentul personal, dar să înțeleagă și comportamentul altora în interacțiunea socială.

## Procese psihice. Tipuri.
Teoria delimitează trei tipuri de procese psihice: 
- procese psihice senzoriale: senzația, percepția și reprezentarea,
- procese psihice cognitive: memoria, atenția, limbajul, gândirea, imaginația
- procesele psihice afective: afectivitatea, motivația și voința

## Legea asociațiilor
Filozoful englez David Hume considera că organizarea experienței cunoștințelor omenești ar putea fi explicată prin legăturile dintre evenimentele conștiente, între care se stabilesc relații permanente spațio-temporale. El a denumit acest fenomen "legea asociațiilor", fiind de părere că extragerea cunoștințelor din memorie s-ar baza pe asemănări sau legături stabilite în timp și/sau spațiu.

## Teoria structurii cunoașterii
Concepția lui David Hume a fost criticată, în special de Immanuel Kant. El a demonstrat că atât structura topografică spațială cât și cea dinamică cauzală a experienței pot fi explicate numai pe baza configurațiilor matematice și nu prin asociații. Prin aplicarea sistemelor operaționale în cercetarea realității rezultă ipoteze de lucru asupra relațiilor generale între evenimente, a căror valoare predictivă se verifică prin observație.

## Noțiuni fundamentale ale psihologiei
- Afectivitate
- Atenție
- Comportament
- Conștiință
- Creativitate
- Cunoaștere
- Emoție
- Gândire
- Imaginație
- Instinct
- Inteligență
- Limbaj
- Memorie
- Motivație
- Nevroză
- Percepție
- Psihometrie
- Psihoză
- Reprezentare
- Stres
- Suflet
- Voință
- Traumă

## Vezi și
- Listă de psihologi români